# Jack Osbourne
Jack Joseph Osbourne (Londra, 8 novembre 1985) è un personaggio televisivo britannico.

## Biografia
Ha trascorso l'adolescenza tra Los Angeles e l'Inghilterra. Conosciuto per la serie-reality The Osbournes, andata in onda su MTV dal 2002 al 2005, è figlio di Ozzy e Sharon Osbourne e fratello di Kelly (e di Aimee, che non ha partecipato al programma), protagonisti dello show televisivo. Appare nel film Austin Powers in Goldmember. Negli anni successivi ha proseguito la carriera televisiva come reporter di viaggi e fitness con programmi come Jack Osbourne: Adrenaline Junkie (2005-2009).
Nel giugno 2012 gli è stata diagnosticata la sclerosi multipla. Nell'ottobre dello stesso anno si è sposato con la sua fidanzata Lisa Stelly, con la quale aveva avuto una bambina. Negli anni successivi sono nati altri 2 figli. La coppia ha divorziato nel 2019 
Nel 2013 collabora alla produzione di Alpha Dogs e partecipa a Dancing with the Stars. Nel 2016 è il protagonista, insieme al padre, del programma televisivo Ieri, Ozzy e domani: sorta di documentario in cui, i due, visitano città e luoghi di tutto il mondo.

## Doppiatori Italiani
Leonardo Graziano in Dawson's Creek, The Dr.Oz Show, Fright Club